# گئورگ بادالیان (بازیکن فوتبال)
گوورگ بادالیان (ارمنی: Գեւորգ Բադալյան؛ انگلیسی: Gevorg Badalyan زادهٔ ۵ ژانویهٔ ۱۹۹۱) یک بازیکن فوتبال در پست مهاجم اهل ارمنستان است.

## باشگاهی
از باشگاه‌هایی که در آن بازی کرده‌است می‌توان به بانیک استراوا اشاره کرد.

## تیم ملی
وی همچنین در زیر ۱۷ سال ارمنستان، زیر ۱۹ سال ارمنستان و زیر ۲۱ سال ارمنستان بازی کرده است.